# Jeskyně Na Pomezí

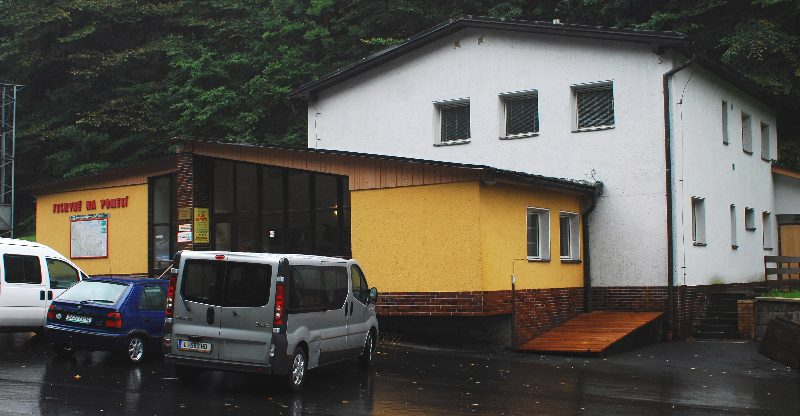
Kassengebäude der Tropfsteinhöhle Jeskyně Na Pomezí bei Lipová-lázně

Die Jeskyně Na Pomezí (deutsch Höhle Am Gemärk) ist eine Karsthöhle in Tschechien. Sie befindet sich zwei Kilometer nördlich von Lipová-lázně auf den Fluren von Vápenná im Reichensteiner Gebirge.

## Geographie
Die Höhle liegt am Pass Na Pomezí (Gemärk) südwestlich des Studniční vrch (Nesselkoppe, 991 m) im Oberlindewieser Bergland (Hornilipovská hornatina) nahe der Quelle der Vidnavka in ca. 600 m ü. M. An der Höhle führen die Staatsstraße 60 und die Bahnstrecke Lipová Lázně–Javorník mit dem Haltepunkt Lipová Lázně jeskyně vorbei.

## Geschichte
Am Gemärk befindet sich eine Lagerstätte des Schlesischen Marmors. Bei Sprengarbeiten im benachbarten Steinbruch wurde 1936 eine Öffnung im Hang freigelegt, hinter der sich der Zugang zu einer Tropfsteinhöhle befand. Die Höhle war nur wenige Meter zugänglich und blieb daher unverwahrt. Durch Besucher kam es in dieser Zeit zum Verlust der Tropfsteine im Eingangsbereich.
1949 wurde die Höhle erstmals von Geologen mit Vorkenntnissen aus Untersuchungen des Mährischen Karstes untersucht, nach dem Auffinden weitere Räume mit Tropfsteinen gesichert und an den Okres Jeseník übergeben. Im darauffolgenden Jahre wurde der erste Teil der Höhle öffentlich zugänglich gemacht und am 16. Mai 1950 eröffnet. Bis 1955 wurde ein neuer Ein- und Ausgang geschaffen, elektrische Beleuchtung installiert und weitere Räume für den Besucherverkehr erschlossen.
Die Höhle Na Pomezí ist auf 530 m Länge öffentlich zugänglich. Insgesamt hat das Höhlensystem eine Ausdehnung von über einem Kilometer.
Die Höhle entstand durch Ausspülung und damit einhergehender Auflösung des Marmorgesteins im eindringenden Oberflächenwasser und wurde früher von der Vidnavka durchflossen, deren Lauf heute 21 m über der Höhlensohle liegt. Im Innern befinden sich Strudeltöpfe, Stalagmiten, Stalaktiten sowie Sphärolithen. Bedeutendste Räume sind der Eisdom (Ledový dóm), der Trauerweidendom (Dóm u smuteční vrby), die Strecke der Römischen Bäder (chodba Římských lázní), der Weiße Dom (Bílý dóm), der Königskamin (Královský komín), die Schatzkammer (Klenotnice) und der Eingangsdom (Vstupní dóm). Kennzeichnend für die Höhle sind enge, teilweise hohe Spaltengänge. Durch den Wasserzufluss und ihre Feuchtigkeit zählt die Höhle zu den lebendigen Höhlen. Das eindringende Wasser erzeugt Sinterablagerungen und führt zur Neubildung und Vergrößerung der variantenreichen Sintererscheinungen. Zu den jüngsten Gebilden gehört die Tropfsteingardine des Versteinerten Hundes, die um einen eingeschwemmten Ast einstand. Gleichzeitig erfolgte die Bildung von Höhlenperlen. Während der Wintermonate dient die Höhle als frequentiertes Schutzquartier für Fledermäuse.